# Pacific City
Pacific City ist ein Census-designated place an der Nestucca Bay im Tillamook County im US-Bundesstaat Oregon. Das U.S. Census Bureau hat bei der Volkszählung 2020 eine Einwohnerzahl von 1.109 ermittelt.
Nördlich der Stadt liegt das Cape Kiwanda State Natural Area, auf der Halbinsel südlich der Stadt der Bob Straub State Park.

## Geschichte
Im Jahre 1845 kaufte der Koch eines englischen Schiffes ein Stück Land an der Bucht und machte ein Feuer, welches außer Kontrolle geriet. Ungünstige Winde sorgten für die Ausbreitung des Feuers bis zur Küstenkette, wo es mehrere Wochen lang wütete und 6100 km² Wald zerstörte. Jedoch war das Land dort von den Europäern noch nicht besiedelt, auch die lokalen Indianerstämme waren durch die Malaria-Epidemie von 1830 bis 1841 stark dezimiert worden. Ein Indianerstamm, die vom Fischfang lebenden Nestugga, musste per Kanu auf den Ozean fliehen. Erst ein starker Regen löschte die Flammen. 1854 gelangten die ersten Siedler in die Gegend, 1876 erfolgte die Umsiedlung dieses Indianerstamms, der nur 200 Personen umfasste, an den Siletz River.
1886 wurde eine Konservenfabrik gegründet, die die Lachse aus der Bucht verarbeitete. Weitere Wirtschaftszweige waren damals die Holzfällerei sowie die Milchwirtschaft. 1893 gründete Thomas Malaney Ocean Park, das 1894 durch eine Flut zerstört und später auf höher gelegenem Terrain wieder aufgebaut wurde. Viele Gebäude, darunter das Sea View Hotel, wurden in der Folgezeit für Besucher aus dem Willamette Valley errichtet. 1909 wurde der Name in Pacific City aufgrund der Verwechslungsgefahr mit Ocean Park (Washington) geändert. 1926 wurde der industrielle Fischfang aufgrund von Überfischung eingestellt. Bis zur Weltwirtschaftskrise war der Tourismus die Haupteinnahmequelle der Einwohner.

## Verkehr
Pacific City befindet sich an einer Nebenstraße, 4,5 km vom U.S. Highway 101 entfernt. Außerdem gibt es den Lokalflughafen Pacific City State Airport, der vom Oregon Department of Aviation betrieben und unterhalten wird.